# Andreas Schönfelder
Andreas Schönfelder (geboren am 5. März 1958 in Schneeberg, Ortsteil Oberschlema) ist ein deutscher Bürgerrechtler der Friedlichen Revolution 1989 und war in der DDR-Umweltbewegung aktiv. Er vernetzte Friedens- und Umweltgruppen in der Oberlausitz mit überregionalen DDR-weiten Initiativen. Seit 1987 ist er leitender Mitarbeiter der Umweltbibliothek Großhennersdorf in Sachsen.

## Leben

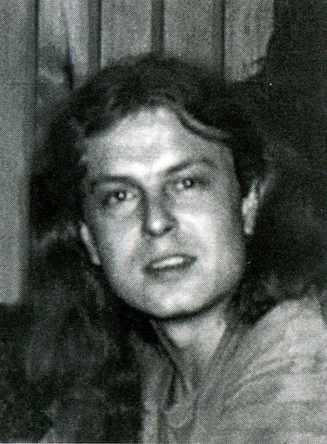
Andreas Schönfelder, 1986

Andreas Schönfelder ist in Oberschlema (Erzgebirge) geboren. Sein Vater war Lehrmeister, seine Mutter Telefonistin. Bis 1974 besuchte er die Polytechnische Oberschule (POS) in Aue und Gera. Von 1974 bis 1977 machte er eine Lehre als Baufacharbeiter mit Abitur bei der SDAG Wismut in Gera. Durch eine Trampbekanntschaft war er auf den Katharinenhof in Großhennersdorf, ein Behindertenheim in evangelischer Trägerschaft, aufmerksam geworden, wo er ab 1977 arbeitete und sich zum Krankenpfleger ausbilden ließ. In Großhennersdorf fand er Offenheit und Gleichgesinnte. Von 1993 bis 1996 studierte er Soziale Arbeit/Sozialpädagogik an der Hochschule für Technik, Wirtschaft und Sozialwesen Zittau/Görlitz.
Andreas Schönfelder lebt und arbeitet in Großhennersdorf.

## Politische Tätigkeit

### 1979 bis 1989
1979 war Andreas Schönfelder der Begründer einer Wehrdienstverweigererberatung. 1982 erwarb er ein Haus in Großhennersdorf, das zum Anlaufpunkt kritischer Oppositioneller aus der ganzen DDR mit überregionaler Bedeutung wurde. Von 1982 bis 1989 fanden hier Menschen Aufnahme, denen es um Neuorientierung ging oder die Haftfolgen zu verarbeiten hatten. Er engagierte sich für die Initiativen „Sozialer Friedensdienst“ und „Schwerter zu Pflugscharen“. Im benachbarten Herrnhut wurden 1980, angeregt von Landesjungendpfarrer Harald Bretschneider, die Aufnäher mit dem berühmten Bibelspruch „Schwerter zu Pflugscharen“ hergestellt. 1982 wurde er zum Mitbegründer des „Offenen Friedenskreises Großhennersdorf“, wo er bis 1985 inoffizielle Ausstellungen sowie Demonstrationen und Protestaktionen organisierte. So zeigten die Mitglieder des „Offenen Friedenskreises Großhennersdorf“ zu Pfingsten 1983 bei einem staatlichen Aufmarsch in Zittau kritische Plakate, organisierten Treffen mit Friedensgruppen aus Dresden, Halle und Jena und unterhielten Kontakte zu bundesdeutschen Friedensbewegten.
Ab 1983 fanden in seinem Haus in Großhennersdorf jährlich Veranstaltungen, Performances, Konzerte mit Untergrundbands und Lesungen (Andreas Hennig) statt, die eine hohe Anziehungskraft weit über die Region hinaus besaßen. Bands wie Rex Gülzows „Herbst in Peking“, „Feeling B“, „Tacheles“, oder „Freygang“ traten dabei auf. Auch Ina Pillat (Modedesign) kam nach Großhennersdorf. Ab 1983 unterhielt er Kontakte zur Subkulturszene in Prag. 1984 entschied er sich zur Wehrdienstotalverweigerung. Ab 1984 initiierte Andreas Schönfelder den Aufbau einer „2/3-Welt-Arbeitgruppe“. Die Auseinandersetzung mit Diktaturen in Lateinamerika war zuallererst eine Auseinandersetzung über die täglich selbst erlebte Diktatur in der DDR.
Mitte 1987 gründete Andreas Schönfelder in seinem Haus die zweite Umweltbibliothek in der DDR nach dem Vorbild der Umweltbibliothek Berlin. Die Umweltbibliothek in Großhennersdorf war die einzige, die sich nicht unter dem Dach der Kirche befand.
Im Januar 1988 war er Gründungsmitglied des „Grün-ökologischen Netzwerks Arche“ und koordinierte fortan die Arche "Region" Lausitz. Er und Thomas Pilz pflegten intensive Kontakte zur Gruppe „Wolfspelz“ in Dresden sowie zur „Kirche von Unten“ und der Umweltbibliothek Berlin sowie zu Leipziger und anderen Oberlausitzer Gruppen. Gemeinsam initiierten sie 1987 eine Samizdat-Zeitschrift, die im Januar 1989 zum ersten Mal als LausitzbotIn, ab Juli 1989 als „IP“ (Informationspapier) erschien.
Andreas Schönfelder war von 1981 bis 1989 beim MfS u. a. im OV „Pfleger“ erfasst.

### Während der Friedlichen Revolution

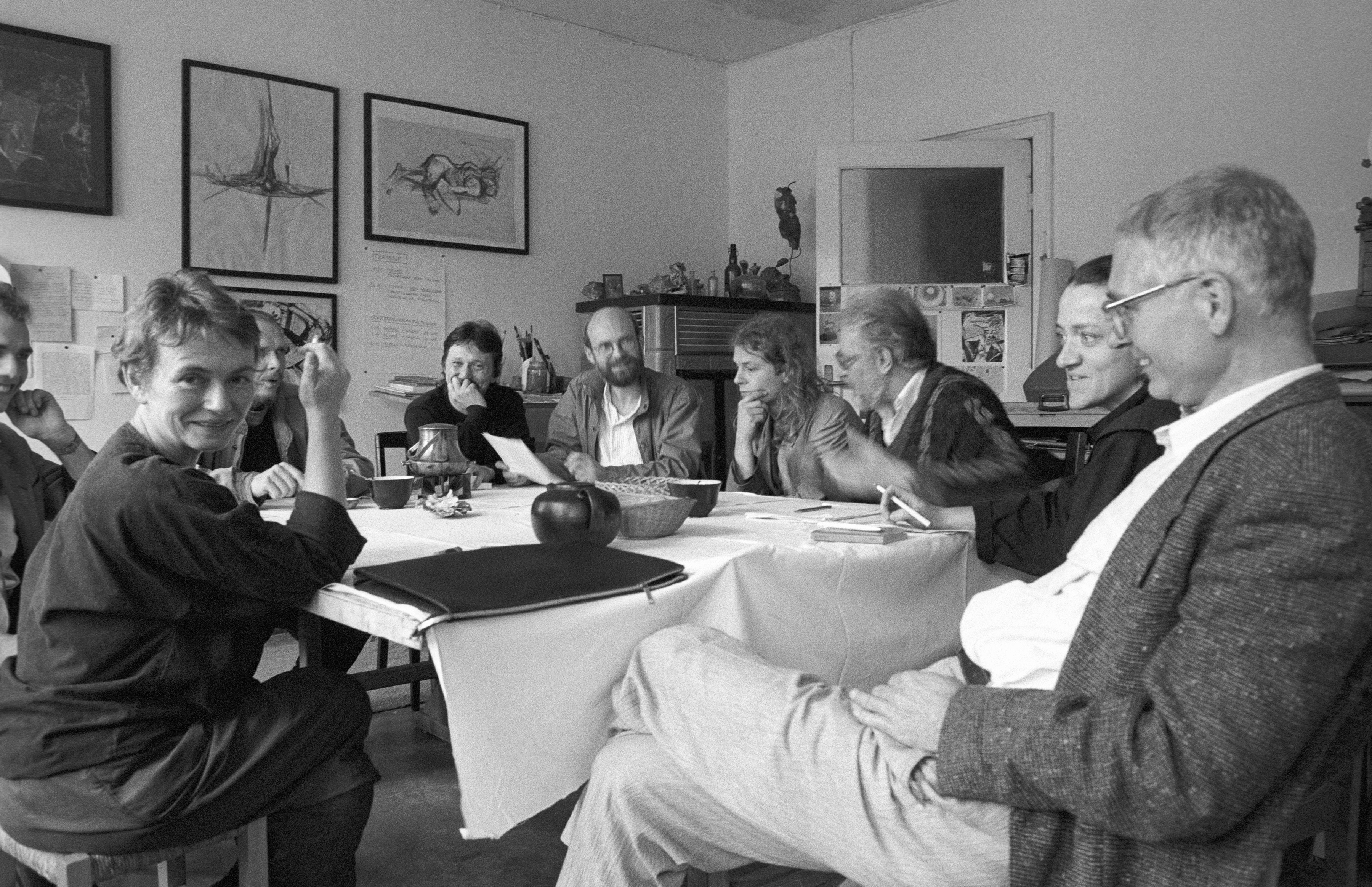
In der Wohnung der Malerin Bärbel Bohley trafen sich am 29. Oktober 1989 Gründer und Mitglieder des Neuen Forums (NF) zu einer Arbeitssitzung. Foto (v. l. n. r.): Christian Reich, Bärbel Bohley, Reinhard Schult, Michael Kukutz, Eberhard Seidel, Andreas Schönfelder, Hans-Jochen Tschiche, Jutta Seidel, Jens Reich

Ab dem 1. Oktober 1989 war Andreas Schönfelder Mitglied der Initiativgruppe des Neuen Forum (NF) sowie Mitkoordinator der Arbeit des NF in der Oberlausitz, später Vertreter des Bezirks Dresden im NF-Sprecherrat. Er nahm am konstituierenden Runden Tisch im Bezirk Dresden teil. Ab dem 3. Dezember 1989 war er Mitglied des vom NF initiierten Ausschusses gegen Korruption und Amtsmissbrauch. Die Regierung Modrow zeigte er wegen irregulärer Vernichtung zahlreicher Behördenakten der DDR bei der Generalstaatsanwaltschaft der DDR an. Zusammen mit Reinhard Bütikofer war er Wegbereiter der Gründung von Bündnis 90/Die Grünen in Sachsen.

### Ab 1990
Von 1990 bis 1994 war Andreas Schönfelder Kreisrat für das NF (später Bündnis 90/Die Grünen) im Landkreis Löbau-Zittau und Gemeinderat sowie stellvertretender Bürgermeister der Gemeinde Großhennersdorf.
Ab 1990 engagierte sich Andreas Schönfelder in der politischen Bildungsarbeit und überführte die Umweltbibliothek Großhennersdorf in den eingetragenen Verein „Umweltbibliothek Großhennersdorf e.V.“, der bis in die Gegenwart besteht und sich u. a. mit der Aufarbeitung der nationalsozialistischen wie auch der SED-Diktatur befasst.
1991 war Andreas Schönfelder an der Gründung mehrerer Vereine beteiligt, u. a. „Internationales Begegnungszentrum im Dreieck e.V.“. Von 2004 bis 2023 war er Beiratsmitglied der Stiftung Sächsische Gedenkstätten und über viele Jahre Beiratsmitglied der Marion-Dönhoff-Stiftung in Hamburg. Er ist Mitautor und Herausgeber von Veröffentlichungen der Umweltbibliothek Großhennersdorf e.V. und in der Zeitschrift LausitzbotIn.

## Publikationen
- (mit Walter Schmitz und Matthias Buchholz) Samisdat in Mitteleuropa. Prozess – Archiv – Erinnerung.  Dresden 2006.
- (mit Julia Böske) "Aufbruch 1989" in der Oberlausitz. Erste Veranstaltung des Neuen Forums am 19.10.1989 in drei Zittauer Kirchen. Dresden 2021.

### Aufsätze
- Das Fenster des Samisdat muß größer gemacht werden. Rede zur Festveranstaltung Politischer Zeitschriften-Samisdat in der DDR. In: Samisdat in Mitteleuropa. Prozeß-Archiv-Erinnerung. Hg. v. Matthias Buchholz, Walter Schmitz, Andreas Schönfelder und Tom Sello. Dresden 2007.
- Die Kraft der aufreizenden Vergeblichkeit. Gedanken zu Bruno Schulz. In: Silesia Nova. Vierteljahresschrift für Kultur und Geschichte. 9. Jahrgang, Heft 1, 2012, S. 35–36.
- Kühle in eigener Helle. In: Silesia Nova. Vierteljahresschrift für Kultur und Geschichte. 9. Jahrgang, Heft 2, 2012, S. 52–58.
- Europa im Kampf der Kulturen. In: Silesia Nova. Vierteljahresschrift für Kultur und Geschichte. 11. Jahrgang, Heft 1, 2014, S. 23–40.
- Der Euromaidan in Rußlands unerklärtem Krieg. In: Silesia Nova. Vierteljahresschrift für Kultur und Geschichte. 11. Jahrgang, Heft 4, 2014. S. 17–20.

### Herausgeberschaften
- Erste Buchreihe Schriftenreihe der Akademie Herrnhut, herausgegeben von Albert Löhr, Dietrich Meyer und Andreas Schönfelder
  - Jakob-Böhme-Gedenken: Aurora oder Morgenröthe im Aufgang. Ein Kommentar. In: Schriftenreihe der Akademie Herrnhut, Bd. 1. Neisse Verlag, Dresden 2012.
  - Jakob-Böhme-Gedenken. 400 Jahre nach Erscheinen seiner Erstlingsschrift „Aurora“. In: Schriftenreihe der Akademie Herrnhut, Bd. 2. Neisse Verlag, Dresden. 2013.
  - Heinrich Melchior Mühlenberg und der Katharinenhof zu Großhennersdorf. In: Schriftenreihe der Akademie Herrnhut, Bd. 3. Neisse Verlag, Dresden 2015.
  - Eckpunkte der lutherischen Reformation und ihre Folgen. In: Schriftenreihe der Akademie Herrnhut, Bd. 4. Neisse Verlag Dresden 2018.
  - Geistlicher Gesang in der Reformationszeit. Lieder und Gesangbücher in der Oberlausitz, in Böhmen und Niederschlesien. In: Schriftenreihe der Akademie Herrnhut, Bd. 5. Neisse Verlag, Dresden 2019.
  - Weltwende 1917 – Russland, Europa und die bolschewistische Revolution. Tagungsband der gleichnamigen Tagung. In: Schriftenreihe der Akademie Herrnhut, Bd. 6. Neisse Verlag, Dresden 2022.
  - Die Sowjetisierung ländlicher Räume Ostdeutschlands in einem ostmittel- und osteuropäischen Kontext. Tagungsband der gleichnamigen Tagung. In: Schriftenreihe der Akademie Herrnhut, Bd. 7. Neisse Verlag, Dresden 2023.

- Zweite Buchreihe Geistige Lieferung der Akademie Herrnhut, herausgegeben von Albert Löhr, Frank-Lothar Kroll, Dietrich Meyer, Andreas Schönfelder, Thomas Pilz und Anton Sterbling
  - Nationalstaaten und Europa – Problemfacetten komplizierter Wechselbeziehungen. Neisse Verlag. Dresden 2019.

### Öffentliche Beiträge
- Redebeitrag zum Podiumsgespräch Widerstand und Wehrhaftigkeit. Über die historische und politische Bedeutung des 20. Juli 1944 am 20. Juli 2024 im Militärhistorischen Museum Dresden (ab min 1:08:20).[3]

### Videos und Portraits
- Gelebte Geschichte: Videointerview mit Andreas Schönfelder. Bundesstiftung zur Aufarbeitung der SED-Diktatur. 12.06.2024.[4]
- Zeitzeuge Andreas Schönfelder.[5]

## Ehrungen
- 2009 Sächsischer Verdienstorden[6]
- 2020 Medaille "Sachsen - Land der Friedlichen Revolution 1989-2919" für Akteure der Friedlichen Revolution und des nachfolgenden Aufbaus der Demokratie[7][8]
- 2019 Dekret über die Verleihung der Erinnerungsmedaille der Hl. Kyrill und Method der Orthodoxen Kirche der Tschechischen Länder